# كايلي بنبري
كايلي بنبري (بالإنجليزية: Kylie Bunbury)‏ مواليد 30 يناير 1989 في مونتريال، هي ممثلة كندية بدأت مسيرتها الفنية عام 2010.

## الأعمال
- جليس الأطفال (فيلم)
- ملفوف (مسلسل)
- تحت القبة (مسلسل)
- توت (مسلسل قصير)
- لعبة الليل

## وصلات خارجية
- كايلي بنبري على موقع IMDb (الإنجليزية)
- كايلي بنبري على موقع ميتاكريتيك (الإنجليزية)
- كايلي بنبري على موقع روتن توميتوز (الإنجليزية)
- كايلي بنبري على موقع قاعدة بيانات الأفلام العربية
- كايلي بنبري على موقع ألو سيني (الفرنسية)
- كايلي بنبري على موقع أول موفي (الإنجليزية)
- كايلي بنبري على موقع قاعدة بيانات الأفلام السويدية (السويدية)
- كايلي بنبري على موقع قاعدة بيانات الفيلم (الإنجليزية)
- كايلي بنبري على موقع ليتربوكسد (الإنجليزية)
- كايلي بنبري على موقع كينوبويسك (الروسية)